# Andrea Kushi
Andrea Kushi, född den 4 april 1884 i Shkodra i Albanien, död  den 17 april 1959 i  Tirana i Albanien, var en albansk målare. Han har främst ägnat sig åt att måla landskap och porträtt. Kushi tillbringade sin barndom i Shkodra. Han studerade några år vid konstakademin i Belgrad men tvingades avbryta sina studier under första världskriget. Efter kriget livnärde han sig som konstlärare i Elbasan. 1931 startade han Tiranas första teckningskurs, som sedan utvecklades till Albaniens första konstskola. 

### Fotnoter
1. 1 2  Benezit Dictionary of Artists, Oxford University Press, 2006 och 2011, ISBN 978-0-19-977378-7, Benezit-ID: B00102077, läst: 9 oktober 2017.[källa från Wikidata]